# Brachyachne
Brachyachne es un género de plantas herbáceas perteneciente a la familia de las poáceas. Es originario de África, Australia. con especies de hábitats abiertos; de pantanos estacionales y en las grietas de las rocas húmedas. Comprende 29 especies descritas y de estas, solo 10 aceptadas.

## Taxonomía
El género fue descrito por (Benth. & Hook.f.) Stapf y publicado en Hooker's Icones Plantarum 31: t. 3099. 1922.
Etimología
Brachyachne nombre genérico que deriva del griego brachys (corto) y achne (escala, paja), alusivo a que las lemmas son más cortas que las glumas. 

## Especies
- Brachyachne ambigua Ohwi.
- Brachyachne chrysolepis C.E. Hubb.
- Brachyachne ciliaris (Benth.) C.E. Hubb.
- Brachyachne convergens (F. Muell.) Stapf.
- Brachyachne fibrosa C.E. Hubb.
- Brachyachne fulva Stapf.
- Brachyachne kundelungensis Van der Veken.
- Brachyachne obtusiflora (Benth.) C.E. Hubb.
- Brachyachne patentiflora (Stent & Rattray) C.E. Hubb.
- Brachyachne pilosa Van der Veken.
- Brachyachne prostrata C.A. Gardner & C.E. Hubb.
- Brachyachne simonii Kupicha & Cope.
- Brachyachne tenella (R. Br.) C.E. Hubb.
- Brachyachne upembaensis Van der Veken.